# 政州
政州，中国北宋时设置的州。
政和五年（1115年），改龙州为政州。治所在江油县（今四川省平武县南坝镇），领江油县、清川县（今四川省青川县西）。南宋绍兴元年（1135年），再改政州为龙州。 